# Neopontonides dentiger
Neopontonides dentiger är en kräftdjursart som beskrevs av Lipke Bijdeley Holthuis 1951. Neopontonides dentiger ingår i släktet Neopontonides och familjen Palaemonidae. Inga underarter finns listade i Catalogue of Life.